# Dalan Ancrum
Dalan Chand Ancrum (Round Rock, 26 maggio 1996) è un cestista statunitense.

## Carriera
Figlio dell'ex cestista David Ancrum, trascorre il college a Western Illinois University. Debutta tra i professionisti in Qatar per poi passare in Europa.

## Palmarès
- Coppa di Slovacchia: 1

ESO Lučenec: 2022